# Episodi di Deadbeat (seconda stagione)
La seconda stagione della serie televisiva Deadbeat negli Stati Uniti è stata pubblicata su Hulu il 20 aprile 2015.
In Italia la stagione è stata pubblicata su Mediaset Infinity il 25 giugno 2015 e successivamente trasmessa in prima visione sul canale pay Joi dal 8 dicembre 2015 al 12 gennaio 2016.
| nº | Titolo originale                | Titolo italiano                     | Pubblicazione USA | Pubblicazione Italia |
| -- | ------------------------------- | ----------------------------------- | ----------------- | -------------------- |
| 1  | The Ex-orcism                   | L'ex-orcismo                        | 20 aprile 2015    | 25 giugno 2015       |
| 2  | Table for Sue                   | Un fantasma in cucina               | 20 aprile 2015    | 25 giugno 2015       |
| 3  | Ghosts Just Wanna Have Fun      | I fantasmi vogliono solo divertirsi | 20 aprile 2015    | 25 giugno 2015       |
| 4  | Last Dance with Edith Jane      | L'ultimo ballo                      | 20 aprile 2015    | 25 giugno 2015       |
| 5  | The Occult Leader               | Il guru                             | 20 aprile 2015    | 25 giugno 2015       |
| 6  | Good Will Haunting              | Il bidello                          | 20 aprile 2015    | 25 giugno 2015       |
| 7  | The Blowfish Job                | A pesci in faccia                   | 20 aprile 2015    | 25 giugno 2015       |
| 8  | The Spank Job                   | Operazione bunker                   | 20 aprile 2015    | 25 giugno 2015       |
| 9  | The Emancipation Apparition     | Ultimo atto                         | 20 aprile 2015    | 25 giugno 2015       |
| 10 | The Unholy Trinity              | Candidata cercasi                   | 20 aprile 2015    | 25 giugno 2015       |
| 11 | The Polaroid Flasher            | Bersaglio mobile                    | 20 aprile 2015    | 25 giugno 2015       |
| 12 | The Ghost of Christmas Presents | La festa dei fantasmi               | 20 aprile 2015    | 25 giugno 2015       |
| 13 | Finger F**ked                   | Esci fuori da questo corpo          | 20 aprile 2015    | 25 giugno 2015       |

## L'ex-orcismo
- Titolo originale: The Ex-orcism
- Diretto da: Todd Biermann
- Scritto da: Cody Heller e Brett Konner

### Trama
Pac, pur di non perdere Sue, tiene nascosto un suo dito affinché non possa venire del tutto sepolta nell'oceano lasciando tale il suo conto in sospeso e, per tanto, facendola rimanere un fantasma. Il medium ospita lo spirito della ragazza a casa sua, la convince che il suo vero desiderio irrealizzato sia qualcos'altro e finge di volerla aiutare a scoprire quale; quando Sue gli confida di aver frequentato un ragazzo che le ha spezzato il cuore dandole buca, Pac lo rintraccia scoprendo però che quest'ultimo, Glen, non si è presentato all'appuntamento solo a causa di una serie di sfortunati equivoci; Glen e Sue decidono di tentare un nuovo appuntamento per il giorno seguente usando il medium come tramite, la situazione sfugge completamente al controllo di Pac nel momento in cui anche Glen muore per un incidente domestico e diviene una fantasma, capace dunque di vedere Sue. In preda alla gelosia, per impedire che i due si parlino, il medium sposa Zoila, la colf guatemalteca di Glen, fornendole la green card e realizzando il conto lasciato in sospeso da quest'ultimo, che dunque "va verso la luce" poco prima di incontrarsi con Sue la quale decide dunque di vivere la giornata senza preoccuparsi quando arriverà la sua "luce". Contemporaneamente Camomile inizia un reality show sulla sua attività e, pur di non essere smascherata di fronte alle telecamere, decide di ricattare Pac per farlo lavorare per lei, motivo per il quale lo fa pedinare rendendosi conto che è in contatto col fantasma di Sue.
- Altri interpreti: Andrew Ridings (Glen), Geneva Carr (Linda), Matthew Porretta (Matthew Biscotti/"detective Crosby"), Sean Nelson (se stesso/"detective Simmons"), Teresa Yenque (Zoila).

## Un fantasma in cucina
- Titolo originale: Table for Sue
- Diretto da: Todd Biermann
- Scritto da: Cody Heller e Brett Konner

### Trama
Arthur, proprietario del ristorante La Fiamma Ossidrica, assume Pac per cacciare il fantasma dello chef Christopher morto per aver messo accidentalmente una mano nel tritacarne dopo aver ricevuto la prima recensione negativa della sua carriera ad opera di un critico gastronomico del web, Craigory. Pac si offre dunque di convincere il bizzarro critico a dare una seconda opportunità alla cucina dello chef per permettere a quest'ultimo di realizzare il suo conto in sospeso, tuttavia ancora una volta Craigory risulta essere insoddisfatto di quanto mangiato; nonostante ciò lo chef riesce comunque ad "andare verso la luce" dopo essersi reso conto che i gusti del critico sono pessimi in qualsiasi ambito e, quindi, il fatto che non gradisca i suoi piatti è il miglior complimento mai ricevuto. Quella sera Pac porta il fantasma di Sue a cenare a La Fiamma Ossidrica, mentre il mattino seguente affronta Camomile rifiutando la sua ennesima richiesta di lavorare per lei finendo però per rivelarle di star trattenendo lo spettro dell'ex-assistente mentre le telecamere lo riprendono.
- Altri interpreti: Will Janowitz (chef Christopher), Josh Lamon (Craigory), Geoffrey Owens (Arthur).

## I fantasmi vogliono solo divertirsi
- Titolo originale: Ghosts Just Wanna Have Fun
- Diretto da: Todd Biermann
- Scritto da: Cody Heller, Brett Konner e Dan Lagana

### Trama
Pac, costretto a lavorare per Camomile affinché essa non mostri a Sue il video con la sua confessione, inizia a tenere lontani gli spettri dal set del suo programma per far sì che non ci siano interferenze soprannaturali mentre la finta medium raggira i suoi ospiti; con la complicità di Roofie, Pac offre delle droghe al fantasma di un'adolescente così da allontanarla dalla casa dei suoi genitori mentre la troupe di Camomile registra, nel corso della giornata il medium riesce a intuire che il conto in sospeso della ragazzina sia scoprire il titolo della canzone suonata alla festa in cui è morta, riuscendo così a farglielo tornare in mente permettendole di "andare verso la luce". Nel frattempo lo spirito di Sue cerca di fare amicizia con altri fantasmi e conosce Millie, lo spettro di una ragazza morta in un incendio nel 1911, con cui lega profondamente passando l'intera giornata a fare scherzi ai vivi.
- Altri interpreti: Juliette Angelo (Sarah Gibley), Michael Louis Gibson (David Gibley), Renata Hinrichs (Cynthia Gibley), Meryl Hathaway (Millie), Gilbert Gottfried (suicida), Don Puglisi (tecnico del suono).

## L'ultimo ballo
- Titolo originale: Last Dance with Edith Jane
- Diretto da: Todd Biermann
- Scritto da: Debbie Jhoon e J. Michael Feldman

### Trama
Lo show di Camomile, Midtown Manhattan Medium, filma un episodio in una casa di riposo e Pac, incaricato di tenere lontani i fantasmi, si imbatte nello spettro di un ballerino che non può riposare in pace finché non avrà fatto un ultimo ballo con la sua vecchia partner, Edith Jane, la quale ha tuttavia un piede in gangrena e, per ballare, è costretta ad assumere un potente antidolorifico sperimentale fornito da Roofie. Poco prima dell'esibizione però, Edith muore ed il suo fantasma identifica quello del ballerino come Milton, l'ex-partner che le ha provocato l'incidente che ha messo fine alla sua carriera; avendo avuto la prova definitiva che quest'ultimo non è in grado di prendere al volo una partner la vecchia ballerina "va verso la luce" costringendo Pac a ballare con Milton al suo posto affinché questi possa dimostrare di essere in grado di sostenere perfino il peso del grasso medium riuscendo così ad "andare verso la luce". Dopo aver assistito alla danza Barrold Weinbergerstein, presidente di Al-TV, la rete che trasmette Midtown Manhattan Medium, decide di confermare il programma per altre due stagioni scritturando Pac come coprotagonista.
- Altri interpreti: Lynn Cohen (Edith Jane), Roe Hartrampf (Milton/Fred Mayers), Michael Kostroff (Barrold Weinbergerstein), Lizan Mitchell (nonna di Roofie), Brad Williams (Tyson).

## Il guru
- Titolo originale: The Occult Leader
- Diretto da: Heath Cullens
- Scritto da: Charlie Saunders

### Trama
Accompagnando Camomile dal parrucchiere prima del debutto televisivo di Midtown Manhattan Medium, Pac scopre che l'acconciatore della donna, Giuseppe Monamocce, è in realtà il famigerato guru Gurino, colpevole di avere assassinato in massa, nel 1980, gli adepti della sua setta facendo loro mangiare dei brownie avvelenati per poi impossessarsi di tutti i loro averi e darsi alla macchia. I fantasmi dei membri del culto, esaltati anche dopo la morte, seguono l'ex-guru dappertutto al fine di farsi rivelare il modo di ascendere a un piano di vita superiore come promesso anni prima, tuttavia, dopo esserne stato messo al corrente da Pac, Monamocce li convince che il grasso medium sia il loro nuovo leader; contemporaneamente Sue scopre che Pac sta lavorando per Camomile e ne rimane profondamente delusa, il medium, furioso per la piega che hanno preso le circostanze fa una sfuriata a Camomile di fronte alle telecamere smascherando Monamocce (che si suicida con un brownie per non venire arrestato) e facendo "andare andare verso la luce" i suoi adepti, dopodiché lascia lo show. Una volta rientrato a casa Pac riesce a riconciliarsi con Sue, senza però rivelarle del motivo per cui ha accettato di entrare alle dipendenze di Camomile.
- Altri interpreti: Danny DeVito (Giuseppe Monamocce), Matthew Porretta (Matthew Biscotti/"detective Crosby"), Sean Nelson (se stesso/"detective Simmons"), Teresa Yenque (Zoila), Maren Lord (Marble), Cy Carter (Trigve).

## Il bidello
- Titolo originale: Good Will Haunting
- Diretto da: Heath Cullens
- Scritto da: Jordan Shipley e Justin Shipley

### Trama
Chiaritosi con Sue, Pac decide di comprare un nuovo televisore, avendo distrutto il precedente per evitare che lo spirito della ragazza scoprisse del suo lavoro nello show di Camomile; per racimolare i soldi il medium accetta dunque un ingaggio in una scuola elementare in cui Roofie spaccia droga, infestata dal fantasma di un bidello licenziato mesi prima con l'accusa di aver provocato un incidente a un bambino per via della sua negligenza. Dopo alcune indagini rocambolesche, Pac scopre che la colpa era effettivamente del bidello, il quale si distraeva facilmente sul lavoro poiché infatuato della bella insegnante di matematica; seppur rattristato per aver scoperto di non essere affatto il bravo bidello che ha sempre creduto, lo spirito riesce comunque ad "andare verso la luce" dopo aver scoperto che anche la ragazza lo aveva notato. Nel frattempo, come richiestogli dall'amico, Roofie resta a fare compagnia al fantasma di Sue che, tuttavia, si stanca e va a possedere un paio di barboni assieme all'amica Millie, lasciando il ragazzo a parlare da solo auto-psicanalizzandosi e arrivando alla conclusione di voler smettere di fare il pusher. Pac viene poi avvicinato dagli uomini di Al-TV accettando l'offerta di uno show tutto suo.
- Altri interpreti: Fred Armisen (Will, il bidello fantasma), Modi Rosenfeld (Menachem Mendel), Matthew Porretta (Matthew Biscotti/"detective Crosby"), Sean Nelson (se stesso/"detective Simmons"), Meryl Hathaway (Millie), Kaley Ronayne (Ms. Fatale), Joseph McKenna (preside Herring), Tanner Flood (Teddy Biddick).

## A pesci in faccia
- Titolo originale: The Blowfish Job
- Diretto da: Heath Cullens
- Scritto da: Cody Heller e Brett Konner

### Trama
St. Annie Orphanage, 1990. TJ, uno dei bulli che tormentano Pac, gli promette che, nel caso in cui dovesse venire adottato, una volta compiuti i ventun anni tornerebbe ad adottare lui, cosa poi avvenuta. Nel presente TJ, "padre adottivo" di Pac, si presenta a casa di quest'ultimo per far disinfestare il suo nuovo appartamento dallo spettro del pescatore giapponese Akira Nakamura, che non riesce a darsi pace per la scelta professionale dalla figlia Kamiko, impiegata in un ristorante nyotaimori non come "ragazza vassoio" ma come chef, professione che nella tradizione giapponese è ritenuta disonorevole per le donne; Pac e TJ convincono allora Kamiko a cucinare un pesce palla epurandone il veleno di modo da dimostrare la propria bravura al padre che può dunque "andare verso la luce". Nel frattempo Camomile, facendo favori sessuali al presidente di Al-TV, ottiene la cancellazione dello show di Pac, una volta saputolo TJ torna a Los Angeles rivelando di aver riallacciato i contatti col "figlio" unicamente per tentare una scorciatoia verso il mondo dello spettacolo grazie al suddetto show.
- Altri interpreti: Michael Ian Black (TJ), Les Mau (Akira Nakamura), Jackie Chung (Kamiko Nakamura), Michael Kostroff (Barrold Weinbergerstein), Jeremy Shinder (Pac da bambino), Anthony Ippolito (TJ da bambino).

## Operazione bunker
- Titolo originale: The Spank Job
- Diretto da: Heath Cullens
- Scritto da: Debbie Jhoon e J. Michael Feldman

### Trama
Non potendo più permettersi il nuovo televisore a causa della cancellazione del suo show, Pac tenta di riportarlo al negozio, la sua richiesta di restituzione viene però accettata solo a patto che liberi il luogo dallo spettro che vi dimora; il medium entra così in contatto col fantasma di Jason, un ragazzo che si è chiuso in un bunker nel 1999 assieme alla sua ragazza, Samantha, temendo che sarebbe giunta la fine del mondo a causa del millennium bug; una volta deceduto e scoperto il suo errore il suo unico desiderio è avvertire la ragazza impedendo che muoia a sua volta senza venire a conoscenza della verità. Dopo aver scoperto che, nel corso dei sedici anni intercorsi, sul terreno in cui i due costruirono il bunker è stata edificata una banca del seme, Pac e Roofie progettano un colpo reclutando Carl, un donatore di sperma abituale, Tyson, ex-socio spacciatore di Roofie, lo spirito di Jason ed il vorace blob. Nonostante le numerose falle nel piano lo sconclusionato gruppo riesce a liberare Samantha e a far "andare verso la luce" Jason; la storia della ragazza nel bunker scatena immediatamente una tempesta mediatica dato che Camomile l'aveva data per morta anni prima sostenendo di aver parlato col suo fantasma e provocando il conseguente suicidio della disperata madre, tutto ciò porta al pubblico smascheramento della "medium" come ciarlatana ponendo definitivamente fine alla sua carriera.
- Altri interpreti: Kevin Isola (Jason), Lauren Blumenfeld (Samantha Cherry), Matthew Porretta (Matthew Biscotti/"detective Crosby"), Brett Konner (Blob), Teresa Yenque (Zoila), Brad Williams (Tyson), Jim Norton	(Carl).

## Ultimo atto
- Titolo originale: The Emancipation Apparition
- Diretto da: Heath Cullens
- Scritto da: Jordan Shipley e Justin Shipley

### Trama
Sue infesta la suite di un hotel di lusso per trascorrere un fine settimana romantico con Pac e fargli guadagnare qualche soldo, i loro progetti vengono tuttavia interrotti dal fantasma del presidente Abramo Lincoln che, adirato per la monetina da un centesimo (su cui è ritratto) che i due hanno lanciato qualche giorno prima in un pozzo dei desideri, chiede che lo aiutino a risolvere il suo conto in sospeso: vedere l'ultimo atto dello spettacolo durante il quale è stato assassinato, Our American Cousin. Dopo che Pac e Sue si prodigano a trovare un cast di professionisti ed un teatro di Broadway per mettere in scena la commedia nell'arco di una sera tuttavia, durante la rappresentazione Lincoln interrompe tutto lanciandosi in un rocambolesco ed egocentrico monologo al termine del quale rivela al medium di aver sempre desiderato esibirsi su un palco scenico, ragion per cui, dopo secoli, riesce finalmente ad "andare verso la luce". Nonostante la piega presa dal weekend, sia Sue che Pac si rendono conto di essere soddisfatti del tempo passato assieme.
- Altri interpreti: Zachary Levi (Abramo Lincoln), Joe Pantoliano (Joey Pants), Matthew Porretta (Matthew Biscotti/"detective Crosby"), Brett Konner (Blob).

## Candidata cercasi
- Titolo originale: The Unholy Trinity
- Diretto da: Todd Biermann
- Scritto da: David Baldy

### Trama
Frustrati per non poter consumare la loro relazione a livello fisico, Pac e Sue mettono un'inserzione online così da trovare una ragazza che faccia da "strumento per il sesso" lasciandosi possedere; tra le molte candidate quella che i due trovano ideale è Beth, una ragazza satanista che, in cambio della sua collaborazione, vorrebbe essere aiutata da Pac a comunicare con il Diavolo. La situazione precipita nel momento in cui il medium scopre che l'appartamento di Beth è infestato dallo spettro di padre Michael, il prete che avrebbe dovuto battezzarla e che si ritiene responsabile della piega presa dalla vita della giovane poiché, per errore, operò il sacramento con dell'acqua aromatizzata invece dell'acqua santa; il prete decide di impossessarsi della ragazza così da portarla in una chiesa e immergerle la testa nell'acqua consacrata di modo da "convertirla" e poter finalmente "andare verso la luce", a operazione conclusa Beth  diviene una fervente devota e rifiuta dunque di concedere il suo corpo come "strumento per il sesso" agli sconsolati Pac e Sue.
- Altri interpreti: Kelly Rohrbach (Beth), Jim Santangeli (padre Michael), Meryl Hathaway (Millie), Brad Williams (Tyson).

## Bersaglio mobile
- Titolo originale: The Polaroid Flasher
- Diretto da: Todd Biermann
- Scritto da: Dan Lagana

### Trama
Roofie viene arrestato grazie a una soffiata di un vecchio agente sotto copertura nella casa di riposo dove sua nonna gli passava la droga, motivo per il quale tutti i suoi beni vengono confiscati e chiusi nell'archivio delle prove, incluso il sacchetto d'erba col dito di Sue affidatogli mesi prima da Pac che, per recuperarlo, si introduce nella centrale di polizia con un costume da poliziotto spogliarellista imbattendosi nel fantasma di Max, un agente morto negli anni ottanta senza riuscire a chiudere il caso di un "esibizionista seriale" che tormentava la città, difatti nonostante avesse trovato e ucciso il principale sospettato, Johnny Penis, nel corso degli anni sono avvenuti vari altri casi dal modus operandi analogo. Indagando con Max, Pac scopre che Penis era davvero l'"esibizionista seriale" e che, dopo la morte, ha continuato i suoi crimini possedendo i corpi dei vivi per ottenere la reazione emotiva perfetta dalle sue vittime; in una rocambolesca colluttazione l'espressione del medium risulta quello che Penis ha sempre cercato, cosa che gli permette di "andare verso la luce" venendo seguito da Max, felice di aver finalmente risolto il caso.
- Altri interpreti: Finn Wittrock (Max), James Franco (Johnny Penis), Brad Williams (Tyson), Michael Kostroff (Barrold Weinbergerstein), J. D. Williams (Frank Powell).

## La festa dei fantasmi
- Titolo originale: The Polaroid Flasher
- Diretto da: Todd Biermann
- Scritto da: Cody Heller e Brett Konner

### Trama
Alla vigilia di Natale Pac, in astinenza da marijuana, decide di fumare l'erba nel pacchetto del dito di Sue nascondendolo poi in un barattolo nel freezer; poco dopo il medium viene avvicinato dal fantasma di Gary, membro di una confraternita di appassionati di Babbo Natale che lo incarica di far ammettere a un confratello, Bill, di aver riciclato il regalo che gli aveva fatto l'anno prima. Dopo essere stato sottoposto a una serie di grotteschi riti d'iniziazione, Pac riesce dunque a entrare nella confraternita e, affezionatosi agli altri membri, svela il complotto di Gary per screditare Bill, il quale rivela però di non aver mai riciclato il suo regalo ma di esserne anzi rimasto tanto colpito da decidere di trovarne uno identico da regalare a un altro confratello, saputo della cosa Gary riesce ad "andare verso la luce" lasciando una barretta di cioccolato come regalo di Natale al medium. Contemporaneamente Sue, amareggiata per le difficoltà della sua relazione con Pac, tenta di distrarsi recandosi a una festa di fantasmi in cui la sua amica Millie le rivela la propria omosessualità e i sentimenti nutriti nei suoi confronti; prima che Sue abbia il tempo di rispondere alle avance viene tuttavia raggiunta da Pac che, illuminato dallo slogan della barretta di cioccolato ("fai entrare lo spirito dentro di te"), le propone di lasciarsi possedere di modo da servirsi del suo stesso corpo come "strumento per il sesso", stratagemma grazie al quale i due riescono infine a consumare fisicamente la loro relazione.
- Altri interpreti: John Scurti (Babbo Natale Gary), Daniel Stewart Sherman (Babbo Natale Bill), Happy Anderson (Babbo Natale Dylan), David Anzuelo (Babbo Natale Juan), Scott Martin (Babbo Natale nero), Brett Konner (Blob), Meryl Hathaway (Millie), Brad Williams (Tyson), Jeremy Shinder (Pac da bambino).

## Esci fuori da questo corpo
- Titolo originale: Finger F**ked
- Diretto da: Heath Cullens
- Scritto da: Cody Heller e Brett Konner

### Trama
Camomile, caduta in disgrazia, fa perdere le sue tracce ritirandosi in un motel dove si abbandona ad alcol e droghe venendo però rintracciata da Millie che, gelosa della relazione tra Pac e Sue, possiede il corpo della donna rivelandole il coinvolgimento del medium sovrappeso nella liberazione di Samantha Cherry proponendole poi un'alleanza volta a eliminare il loro nemico comune; le due fanno dunque una soffiata al dipartimento dell'immigrazione facendo indagare Pac per la frode matrimoniale con Zoila, Sue riesce tuttavia a possedere il corpo della colf riuscendo a depistare i sospetti del dipartimento ma trovandovisi intrappolata poiché, poco dopo, Zoila entra in coma per cirrosi epatica rischiando di morire nel giro di poche ore; dato che la morte dell'ospite durante una possessione lascerebbe il fantasma che la opera bloccato in un limbo per l'eternità, Pac decide di gettare in mare il dito di Sue pur di salvarla ma viene anticipato da Camomile che, fuori di sé per la rabbia e la frustrazione, sottrae l'appendice ed ha un ultimo confronto con Pac nei pressi dell'East River durante il quale Millie, pentitasi, la possiede costringendola a spararsi al cuore di modo da permettere al medium di gettare il dito, tuttavia Sue, nel frattempo liberatasi, lo raggiunge dichiarando che, il fatto che abbia mentito per mesi pur di tenerla al suo fianco la fa sentire protetta e in pace come mai accadutole in vita, motivo per il quale, poco dopo che i due si sono reciprocamente confessati di amarsi, Sue riesce comunque ad "andare verso la luce". Nel frattempo Roofie, uscito di prigione dopo aver fatto il nome di sua nonna all'FBI è costretto a ucciderla con la complicità di Tyson gettando il corpo nel fiume e trovandosi nei pressi del cadavere di Camomile assieme a Pac.
- Altri interpreti: Meryl Hathaway (Millie), Brett Konner (Blob), Brad Williams (Tyson), Teresa Yenque (Zoila), Lizan Mitchell (nonna di Roofie), Joel Rooks (Sigmund Freud).